# Rezerwat przyrody Dolina Mnikowska
Rezerwat przyrody Dolina Mnikowska – krajobrazowy rezerwat przyrody położony na terenie gminy Liszki w powiecie krakowskim (województwo małopolskie), chroniący mozaikę różnych ekosystemów w dolinie rzeki Sanki zwanej Doliną Mnikowską.
Obszar chroniony utworzony został 13 lutego 1963 r. na podstawie Zarządzenia Nr 7 Ministra Leśnictwa i Przemysłu Drzewnego z dnia 14 stycznia 1963 r. w sprawie uznania za rezerwat przyrody (M.P. z 1963 r. nr 13, poz. 76).

## Położenie
Rezerwat leży w całości na obszarze Tenczyńskiego Parku Krajobrazowego oraz częściowo na terenie specjalnego obszaru ochrony siedlisk Dolina Sanki PLH120059. Geograficznie znajduje się na Garbie Tenczyńskim w wąwozie, którym płynie rzeka Sanka. W bezpośrednim sąsiedztwie leżą zabudowania wsi Mników, a w pobliżu rezerwat przyrody Zimny Dół.
Rezerwat ma 20,89 ha powierzchni. Obejmuje wydzielenia leśne w leśnictwie Chrosna oraz obręby ewidencyjne: Mników (działki ewidencyjne nr 947/2, 958, 980/1, 980/3 oraz częściowo dz. ew. nr 1579, 1582, 1583, będące odcinkiem rzeki) oraz Czułów (część dz. ew. nr 545).

## Charakterystyka
Celem ochrony rezerwatowej jest „zachowanie ze względów naukowych, dydaktycznych i turystycznych malowniczego wąwozu skalnego z licznymi osobliwościami przyrody nieożywionej i żywej”. Do chronionych formacji należą wapienne skałki, grądy, bory mieszane i łęgi, a także zbiorowiska muraw naskalnych i kserotermicznych, co tworzy ekosystem będący mozaiką różnych krajobrazów. Łącznie około 85% powierzchni rezerwatu porasta las i niewielkie płaty zarośli. Większość obszaru rezerwatu do dolina rzeki Sanki znajdująca się w wąwozie mającym do 80 m głębokości. Na jego zboczach występują formacje skalne m.in. baszty i bramy skalne, pojedyncze i zgrupowane iglice. W środkowej części znajdują się jaskinie skalne, tworzące amfiteatralną niszę zwaną Cyrkiem. Najbardziej znana spośród nich to Jaskinia za Matką Boską. 
Do chronionych gatunków flory zalicza się: buławnika, lilię złotogłów, konwalię majową, wawrzynek wilczełyko i naparstnicę zwyczajną, a na murawach kserotermicznych: koniczynę długowłosą, oman szorstki, fiołka kosmatego, parzydło leśne i kozłka trójlistkowego. Wyróżniają się także mające kilkaset lat okazy bluszczu porastającego skały. 
Według stanu na styczeń 2021 rezerwat nie posiada planu ochrony ani zadań ochronnych. Znajduje się on na niebieskim szlaku turystycznym prowadzącym z Mnikowa do Zabierzowa. Na trasie od kościoła św. Brata Alberta w Mnikowie do groty Matki Bożej Skalskiej ustawiono Drogę Krzyżową.